# Pritoka
Pritoka (szerbül: Притока) falu Bosznia-Hercegovinában, Bihács községben, a Bosznia-hercegovinai Föderáció Una-Szanai kantonjában. 

## Fekvése
Bihács központjától légvonalban és közúton 5 km-re délkeletre, az Una keleti partján a Grabež-hegy alatt, az északi Ribićka Glavicától a déli Ružnića faluig húzódik. Pritoka alatt gyönyörű síkság terül el: szántóföldek, legelők és rétek, egészen az Una folyóig, mely a Ljutoča magas dombjáról ide-oda kanyarog a zöld mezőkön át. A mezőket átszeli a Bihács-Petrovac út, amelyre a Grabež-hegyről csodálatos kilátás nyílik. A síkságon források egész sora található, melyek vize részben eltűnik a karsztmező víznyelőiben, részben a közeli Unába ömlik. A település fő részei: Velika és Mala Pritoka és Bijelo Brdo, melyek a karsztmező széle alatt, Tihotina a 854 méteres Kraljuša alatt, Volarica pedig a 939 méteres Turski Kozjan alatti karsztmezőn fekszik.

## Népessége
| Nemzetiségi csoport | Népesség 1991 | Népesség 2013 |
| ------------------- | ------------- | ------------- |
| Szerb               | 759           | 25            |
| Bosnyák             | 31            | 612           |
| Horvát              | 4             | 3             |
| Jugoszláv           | 37            | 0             |
| Egyéb               | 8             | 43            |
| Összesen            | 839           | 683           |

## Története
A régészeti leletek tanúsága szerint területe ősidők óta lakott volt. Tihotinán őskori település maradványaira bukkantak, Una mellett Golubić felé pedig
egy nagyobb római település maradványait és temetőjét fedezték fel.
Azt mondják, Pritoka falut nem mindig hívták ezen a néven, csak attól az időtől kezdve, amikor a szerb hős, Stojan Janković a törökökkel harcolt Krajinában. Egy alkalommal, amikor a törökök zsákmánnyal megrakodva összetalálkoztak Stojan csapatával, amely az alsó határról üldözte őket, Stojan Janković a túloldalról átkelve a mai Pritokánál elébük vágott, és véres csata alakult ki. A csatában Stojan legyőzte a törököket, és sok lovat és zsákmányt szerzett, majd csapatával továbbment. Ettől kezdve a mai Pritoka falut Pretekának (preteka = előzés) hívták (mert Stojan itt előzte meg a törököket), ami idővel Pritoka szóra változott.
Pritoka faluban, közvetlenül a régi út mellett, van egy „Danguba” nevű forrás, ahol Stojan Janković megpihent, amikor visszatért a zsákmánnyal, de a törökök arra gondoltak, hogy egy megerősített csapattal visszaszerzik a zsákmányt és másodszor is utána siettek, így közvetlenül a forrás mellett találták meg. Az üldözőket látva Stojan odakiáltott a csapatának: Ne dangubte! (azaz támadd meg őket) és onnantól kezdve azt a forrást Dangubának hívják. A környező emberek a forrást szentnek tartják, és a vízét hazaviszik és különféle gyógymódokra is használják. Például ha valakinek megfájdul a szeme, rákenik a beteg helyre, és azt mondják, hogy sokan meggyógyulnak. Kicsit közelebb a Danguba-forráshoz, feljebb a régi úton van egy másik forrás, amit úgy hívnak: „Čava voda”. Abból a forrásból nem mindig fakad a víz, hanem csak egy adott időpontban. Az emberek azt mondják, hogy a Čava voda csak egy bizonyos vész előtt, vagyis valamiféle lázadás vagy pestis előtt tör fel, és ezért valamilyen különleges erőt tulajdonítanak neki.
Pritokán ortodox szerbek éltek, akik élénk és mozgékony emberek voltak, ezért szebben és kényelmesebben élnek, mint bármely más szerb ortodox falu Bihács város közelében. A mezőgazdaságon kívül fűrészáru készítésével is foglalkoztak.
A falu a második világháború alatt sokat szenvedett. 1941 augusztusában az usztasák 108 embert űztek el a faluból. Először a közeli templomban zárták be őket. Az elsők között 13 embert tartóztattak le. Amíg a foglyok a templomban voltak bementek a közeli fogadóba és csak egy őr maradt a templom ajtajában. A foglyok tudták ezt és egyikük javasolta, hogy meneküljenek. Látták, hogy ez elég nehéz lenne, és a többség úgy gondolta, hogy nem kell menekülni, mert engedelmeskedni kell a hatóságoknak, azt hitték, csak egy bizonyos időre küldik őket kényszermunkára. Azonban valami más történt, amire a legkevésbé számítottal, és ami akkoriban minden szerbbel megtörtént. Délután három körül mindannyiukat elvitték és kivégezték, csak Kojo Djerićnek sikerült megszöknie, és elbújnia a templom harangtornyában. Ugyanazon a napon az usztasák portyázni kezdtek a faluban. Ellopták a gabonát és az élelmiszert. Mindez augusztus 28-ig tartott, amikor megtörtént legszörnyűbb dolog. Aznap hajnali 5 óra körül az usztasák hirtelen berontottak a faluba és összeszedték a környékről az egész lakosságot. Mindenkit a templomhoz tereltek. Valaki megszámolta, hogy kb 130 család, és vagy 500-600 lakos volt ott. Ott bepakoltak őket a szekereikbe, amelyekből még nagyon kevés volt a faluban, valamint a Golubicéből és Orljanból összegyűjtött kocsikba, és elindultak velük Kulen Vakuf és Petrovac felé. Az egyik oszlopot délután megtámadták a likai felkelők és sikerült megszökniük. Az emberek másik felét Kulen Vakufba vitték, ahol összezsúfolták őket néhány házba. Ott elvitték az összes férfit és a 12 évesnél idősebb fiúkat, nem kímélték az öregeket sem. Ezután nagy jajgatás hallatszott. Ekkor lett világos a megmaradtak előtt, hogy az összes elvitt embert megölték. A túlélők csak október végén térhettek vissza a felgyújtott és kifosztott faluba.

## Nevezetességei
- Közvetlenül Pritoka alatt, kissé északnyugatra fekszik a Pilipovka nevű tavacska. Ezt a tavat nyárfák és rétek veszik körül, így úgy néz ki, mint egy nagy karám. A Pilipovkát állítólag egy Pilipa nevű lány átkozta meg, aki harapnivalókat vitt a mezei munkásoknak, akik szántottak. Akaratlanul hívták, hogy egyen velük, Pilipa azonban megátkozta a Pilipovkát, hogy soha ne lehessen szántani. Ettől kezdve Pilipovkát róla nevezték el, és elérhetetlenné vált a nehéz ekék számára. Egyébként a Pilipovkát kaszálják, de a fű nagyon gyenge rajta, így a télen szarvasmarhák nagyon nehezen eszik meg.[1]

- Pilipovkától 10 percre a déli oldalon, az árkon áthaladva fekszenek Golubić ősi templomának maradványai.[1]

- Pritoka falu északi oldalán található a Glavica domb, amely elválasztja Pritokát Čerlija mohamedán falutól, A domb tetején találhatók a Ruzica templom maradványai, amelyet állítólag a király leánya, Ruzica épített.[1]

- Az Una jobb partja mentén, a Pritoka és Golubić közötti szigettől délkeletre két, a római korból származó, vadászjeleneteket ábrázoló kőemlékre bukkantak. Az egyiken egy fogoly, a másikon egy meduzafej látható.[5]

- Az Una jobb partja felett a Jezerine nevű határrészen egy hatalmas ókori japod temető és késő középkori templom maradványai találhatók. A temetőt először az 1890-es években K. Kovačević és P. Mirković tárta fel. Itt, a pravoszláv templomtól 200 méterre egy kisebb magaslaton összesen 551, fele részben csontvázas, fele részben hamvasztásos sír került elő, melyek az i. e. 8. századtól az i. e. 2. századig terjedő időszakból származnak. A gazdag leletek  alapján a temető használata hat időszakra volt osztható. A temető tágabb területén 1936-ban véletlenül egy domborműves, Mithrásznak szentelt oltárra bukkantak. A középkorban egy templom is állt itt, melyet annak idején teljesen feltártak, de mára nyoma nem maradt.[5]

- Az Una túlsó partján fekvő, már közvetlenül Bihács városához tartozó Golubić területén az i. e. 8. századtól az i. e. 4. századig használt japod nekrolpolisz, ókori kultikus objektumok, valamint egy középkori templomnak a maradványai találhatók a temetőjével együtt. A mai település központját képező 100x60 méteres nagyságú domb keleti és délkeleti lejtőin 73 japod sírt tártak fel gazdag mellékletekkel, melyek közül a legrégebbiek a domb teteje közelében feküdtek. A nekropolisz teljes területe a mai napig nincs feltárva. Az itt feltárt ókori épületek közül a leletek alapján kettő Mithrász-szentély volt. Az itt talált sírkövek közül több másodlagos felhasználású volt, tehát a római temető rátelepült a japod temetőre. A dombtetőn 1954-ben egy középkori, 14. századi templom alapfalait is feltárták, melynek alapjaiba szintén beépítettek néhány ókori sírkövet. A templom körül 24 középkori sírt is feltártak, meynek leletei közül kiemelkedik két Krisztus-monogrammos bronz pecsétgyűrű. Sírkövei glagolita feliratokkal vannak ellátva.[5]